# Mojotengah (Kedu)
Mojotengah is een bestuurslaag in het regentschap Temanggung van de provincie Midden-Java, Indonesië. Mojotengah telt 4060 inwoners (volkstelling 2010).